# Edmund Bieri
Edmund Baieri (29 settembre 1889 – 12 gennaio 1972) è stato un calciatore svizzero, di ruolo portiere.

## Carriera

### Club
Ha sempre giocato nel campionato svizzero.

### Nazionale
Ha collezionato sei presenze con la maglia della Nazionale.